# Sedlická obora (přírodní rezervace)
Přírodní rezervace Sedlická obora je chráněné území o rozloze 20,4 ha, které se nachází v katastrálním území Holušice u Mužetic v okrese Strakonice. Nachází se v rozsáhlém areálu Sedlické obory, která je veřejnosti nepřístupná. Důvodem ochrany je smíšený listnatý porost s bohatou květenou.
Okolo přírodní památky se rozkládá myslivecká obora na ploše 257 ha, ve které se chová převážně dančí a černá zvěř. V oblasti přírodní rezervace je vzrostlý lipový porost, který je starý okolo 200 let.